# Csöb
Csöb (románul: Cibu) falu Romániában, Maros megyében. Közigazgatásilag Gyulakuta községhez tartozik.
A falut egy Csöbi nevezetű családról nevezték el, amely a Haragoskút nevű területről vándorolt a mai falu helyére.
A második világháború idején határszéli területnek számított, Székelyvécke és Magyarzsákod falvakkal együtt.

## Fekvése
A Kis-Küküllő völgyétől délre fekszik, Gyulakutától 5 km-re délkeletre.